# Абалачи
Абала́чи (тат. Абалач) — деревня в Менделеевском районе Республики Татарстан. Административный центр муниципального образования «Абалачевское сельское поселение». Была основана в 1781 году. Население в 1926 году достигало 1387 человек, в 2020 году оно составляло 277 человек.

## География

### Географическое положение
Находится в зоне хвойно-широколиственных (смешанных) лесов, в Восточном Предкамье, на реке Яблочко, 18 км западнее районного центра — города Менделеевска. Высота над уровнем моря — 136 м.

### Климат
По Классификации климатов Кёппена, климат села определяется как Dfb — влажный континентальный с тёплым летом. Температура здесь в среднем 4.1 °C. Среднегодовая норма осадков — 638 мм. Климат территории умеренно-континентальный. Характерными чертами климата являются: большая изменчивость температур, частые оттепели, быстрое нарастание весенних температур и затяжная осень.
| Показатель              | Янв.  | Фев.  | Март | Апр. | Май  | Июнь | Июль | Авг. | Сен. | Окт. | Нояб. | Дек. | Год   |
| ----------------------- | ----- | ----- | ---- | ---- | ---- | ---- | ---- | ---- | ---- | ---- | ----- | ---- | ----- |
| Средняя температура, °C | −11,4 | −11,2 | −4,6 | 4,6  | 13,1 | 17,8 | 19,9 | 16,8 | 11,2 | 3,8  | −4,1  | −9,5 | 3,9   |
| Норма осадков, мм       | 39,9  | 29,7  | 22,3 | 30,7 | 43,7 | 62,7 | 63,4 | 59,5 | 58,9 | 52,1 | 42,6  | 41,7 | 547,2 |
| Источник:               |       |       |      |      |      |      |      |      |      |      |       |      |       |

## История
Была основана в 1781 году. Из исторических документов известна как Убалач. До отмены крепостного права жители относились к сословию государственных крестьян. Помимо традиционных повсеместных земледелия (сельская община владела 1959 десятинами земли в конце XIX века) и скотоводства, обычными занятиями жителей также были дровозаготовки для их продажи в Елабуге. В начале XX века в селе имелась мельница. В 1909 году Елабужским уездным земством здесь была образована татарская библиотека. В 1913 году начало действовать земское начальное училище. В 1837 году при мечети был открыт мектеб. В начале XX века в селе имелась мечеть.
В годы коллективизации здесь был образован колхоз «Кзыл комбайн». По сведениям 1960 и 1966 годов, деревня входила в состав колхоза им. Фрунзе. В 1997—2003 годы колхоз деревни был реорганизован в производственный сельскохозяйственный кооператив, а в 2005 году — в общество с ограниченной ответственностью «Абалач».
До 1920 года село было в Граховской волости, входившей в Елабужский уезд Вятской губернии. В 1920—1921 годах входило в Вотскую автономную область. В 1921 году было включено в Елабужский кантон, а в 1928 году — в Челнинский кантон Татарской АССР. В связи с упразднением кантонного деления в республике, с 10 августа 1930 года было включено в созданный Елабужский район. С 10 февраля 1935 года в Бондюжском районе. В результате реформы административно-территориального деления, 1 февраля 1963 года вошло в Елабужский, а с 15 августа 1985 года в Менделеевский район.

## Население
| 1859 | 1887 | 1897 | 1920  | 1926  | 1938  | 1949 |
| ---- | ---- | ---- | ----- | ----- | ----- | ---- |
| 484  | ↗992 | →992 | ↗1307 | ↗1387 | ↘1017 | ↘634 |
| 1958 | 1970 | 1979 | 1989  | 2000  | 2002  | 2010 |
| ↘516 | ↘405 | ↘380 | ↘302  | ↗343  | ↘340  | ↘305 |
| 2017 | 2020 |      |       |       |       |      |
| ↘287 | ↘277 |      |       |       |       |      |

В 2020 году в деревне жили 277 человек. Национальный состав деревни — татары (90%), кряшены (8%), марийцы, удмурты (по 1%). Согласно результатам переписи 2002 года, в национальной структуре населения села татары составляли 93% из 340 человек.

## Экономика и инфраструктура
На территории села с 2004 года действует сельскохозяйственное предприятие — ООО «Абалач». Имеется склад, пилорама и лесопилка. Жители заняты в основном в ООО «Абалач» и на предприятиях особой экономической зоны «Алабуга».
В селе с 1987 года действует сельский дом культуры, с 1988 года — средняя школа (с 1927 г. начальная), а с 2016 года — фельдшерско-акушерский пункт. Имеются сельская библиотека, магазины общей торговой площадью 47 кв. м, кладбище площадью 2 га. В деревне две улицы. Общая площадь села составляет 72,46 га, жилья — 7,46 тыс. кв. м. Через село проходит автомобильная дорога общего пользования регионального значения Елабуга — Гари — Абалачи. Автобусное пассажирское сообщение представлено пригородным маршрутом Менделеевск — Абалачи.

## Религия
В селе находится местная мусульманская религиозная организация — сельский приход Духовного управления мусульман Республики Татарстан. С 2011 года действует мечеть.